# عماشیه یک
عماشیه یک، روستایی در دهستان عنافچه بخش مرکزی شهرستان باوی در استان خوزستان ایران است. این روستا، مرکز دهستان عنافچه است.

## جمعیت
بر پایه سرشماری عمومی نفوس و مسکن در سال ۱۳۹۵، جمعیت این روستا برابر با ۸۰۲ نفر (۲۱۰ خانوار) بوده است.